# Oleria astrea
Oleria astrea är en fjärilsart som beskrevs av Pieter Cramer 1779. Oleria astrea ingår i släktet Oleria och familjen praktfjärilar. Inga underarter finns listade i Catalogue of Life.

## Bildgalleri

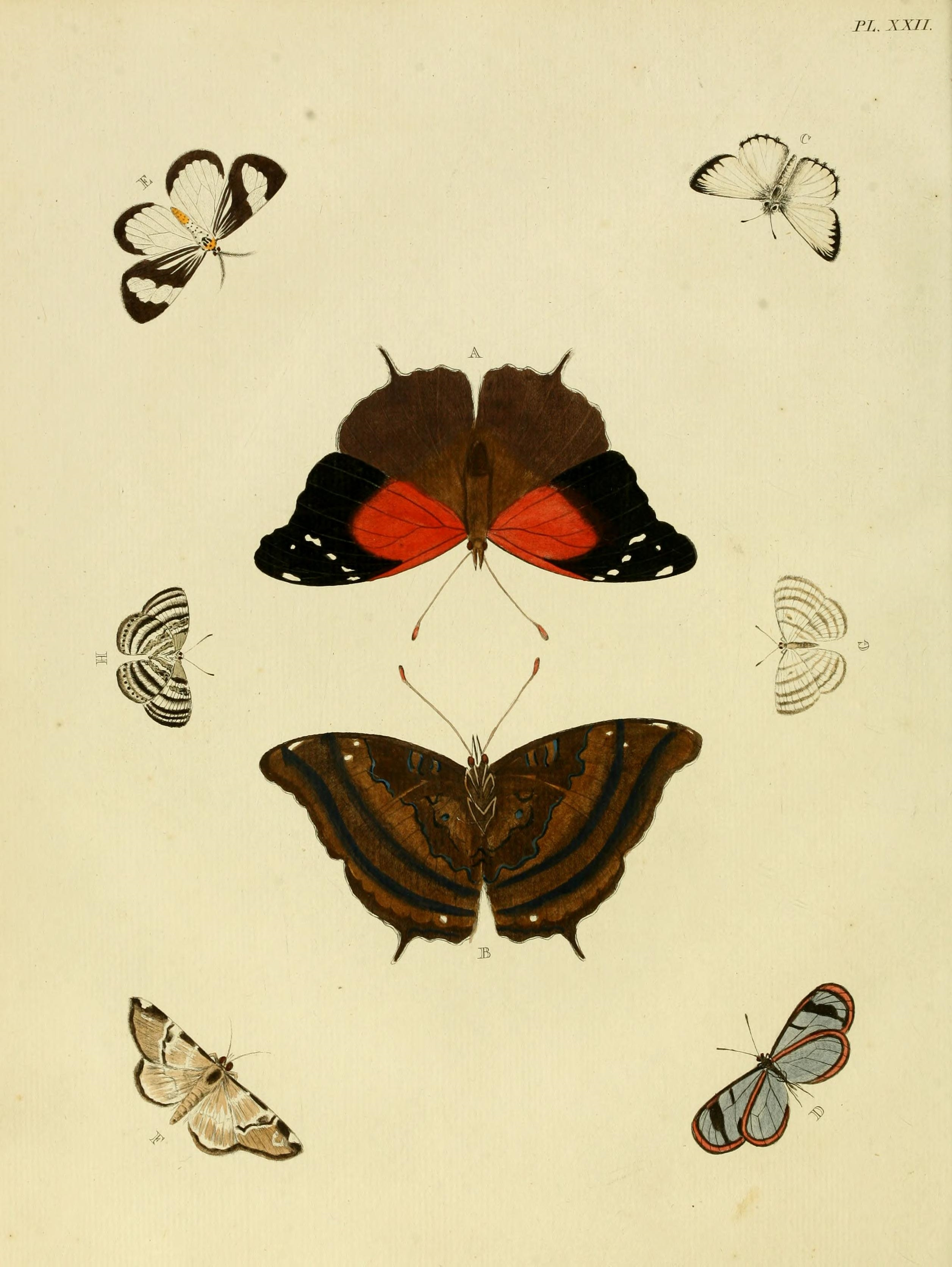